# Benthomangelia macra
Benthomangelia macra é uma espécie de gastrópode do gênero Benthomangelia, pertencente a família Mangeliidae.